# Ponta Grossa
Ponta Grossa város Brazíliában, Paraná államban. Lakosainak száma 358 371 fő (2022). Ponta Grossa Campo Largo, Ipiranga, Teixeira Soares, Carambeí, Castro, Palmeira és Tibagi községekkel határos.

## Népesség
A település népességének változása:
| Lakosok száma | 273 616 | 311 611 | 355 336 | 358 838 | 358 371 |
|               | 2000    | 2010    | 2020    | 2021    | 2022    |